# Unia Polskich Pisarzy Lekarzy
Unia Polskich Pisarzy Lekarzy (UPPL, pierwotnie Unia Polskich Pisarzy Medyków) – polska organizacja literacka utworzona w 1967 w celu zrzeszenia lekarzy uprawiających twórczość literacką. Obecna siedziba mieści się w Krakowie.

## Historia
W 1967 roku powołano Unię Polskich Pisarzy Medyków podczas zjazdu założycielskiego w Radziejowicach. Do grona założycieli należeli: Danuta Bieńkowska, Jerzy Pomianowski, Grzegorz Fedorowski, Stanisław Lem, Adam Baron, Jerzy Lutowski, Marcin Łyskanowski, Romuald Gutt, Stanisław Sterkowicz i Zbigniew Łapiński. Za patrona organizacji uznano Tadeusza Boya-Żeleńskiego. Początkowo stowarzyszenie działało pod patronatem i kontrolą Związku Zawodowego Pracowników Służby Zdrowia. Od 1985 r. jest organizacją niezależną i posługuje się nazwą: Unia Polskich Pisarzy Lekarzy. Siedziba zarządu mieściła się początkowo w Warszawie, następnie w Łodzi (1990-2002) i Krakowie (od 2002).

### Prezesi[3][7]
- Jerzy Pomianowski (1967–1969)
- Grzegorz Fedorowski (1970–1971)
- Jerzy Lutowski (1971–1976)
- Witold Kapuściński (1977–1978)
- Marcin Łyskanowski (1979–1983)
- Piotr Müldner-Nieckowski (1983–1989)
- Barbara Szeffer-Marcinkowska (1990–2002)
- Marek Pawlikowski (2002–2014)
- Waldemar Hładki (od 2015)

## Obszary działalności
Pierwotnym obszarem działalności Unii Polskich Pisarzy Lekarzy była integracja środowiska poprzez organizację corocznych zjazdów, sympozjów i warsztatów literackich odbywających się w różnych miastach. Wraz z rozwojem organizacji obszar jej działalności został rozszerzony:

### Kongresy Światowej Unii Pisarzy Lekarzy (UMEM)
Unia Polskich Pisarzy Lekarzy trzykrotnie była gospodarzem międzynarodowych kongresów Światowej Unii Pisarzy Lekarzy (UMEM, fr. Union Mondiale des Écrivains Médecins):
- XVIII Kongres Światowej Unii Pisarzy Lekarzy w Warszawie (1972)[3]
- XLIV Kongres Światowej Unii Pisarzy Lekarzy w Łodzi (2000)[2]
- LIV Kongres Światowej Unii Pisarzy Lekarzy w Płocku (2010)[2]

### Działalność wydawnicza
W 1978 r. Unia Polskich Pisarzy Medyków uzyskała zgodę ówczesnych władz na wydawanie serii "Spektrum : almanach Unii Polskich Pisarzy Medyków". Odtąd prowadzi działalność wydawniczą w celu prezentacji dorobku członków i dokumentacji działalności stowarzyszenia. Dorobek wydawniczy obejmuje kilkadziesiąt druków (stan na 2023 r.). Materiały publikowane są w seriach: "Almanach UPPL" "Skarbczyk UPPL" i "Zeszyty UPPL".

### Medal im. Jana z Ludziska
Od 2005 r. Unia Polskich Pisarzy Lekarzy przyznaje Medal im. Jana z Ludziska - honorowe wyróżnienie za zasługi w krzewieniu humanizmu w medycynie. Medalem zostali odznaczeni m.in.: Barbara Szeffer-Marcinkowska, Jerzy Woy-Wojciechowski, Andrzej Szczeklik, Henryk Gaertner, Marek Pawlikowski, Jerzy Samusik I Zbigniew Jabłoński a także Okręgowa Izba Lekarska w Łodzi.

### Biblioteka
Od 2016 r. w Krakowie funkcjonuje Biblioteka Unii Polskich Pisarzy Lekarzy. Jej opiekunem jest Waldemar Hładki.

## Członkostwo
Zgodnie ze Statutem członkiem UPPL może być lekarz lub lekarz dentysta, który uprawia twórczość literacką. Do 1985 r. z uwagi na powiązania ze Związkiem Zawodowym Pracowników Służby Zdrowia do stowarzyszenia mogli należeć również przedstawiciele innych zawodów medycznych. Ten stan rzeczy był niezgodny z założeniami Światowej Unii Pisarzy Lekarzy (UMEM), jednak konieczny ze względu na zależność organizacji od władz PRL. W 2023 r. w UPPL zrzeszonych było 71 członków.